# Jane Atché

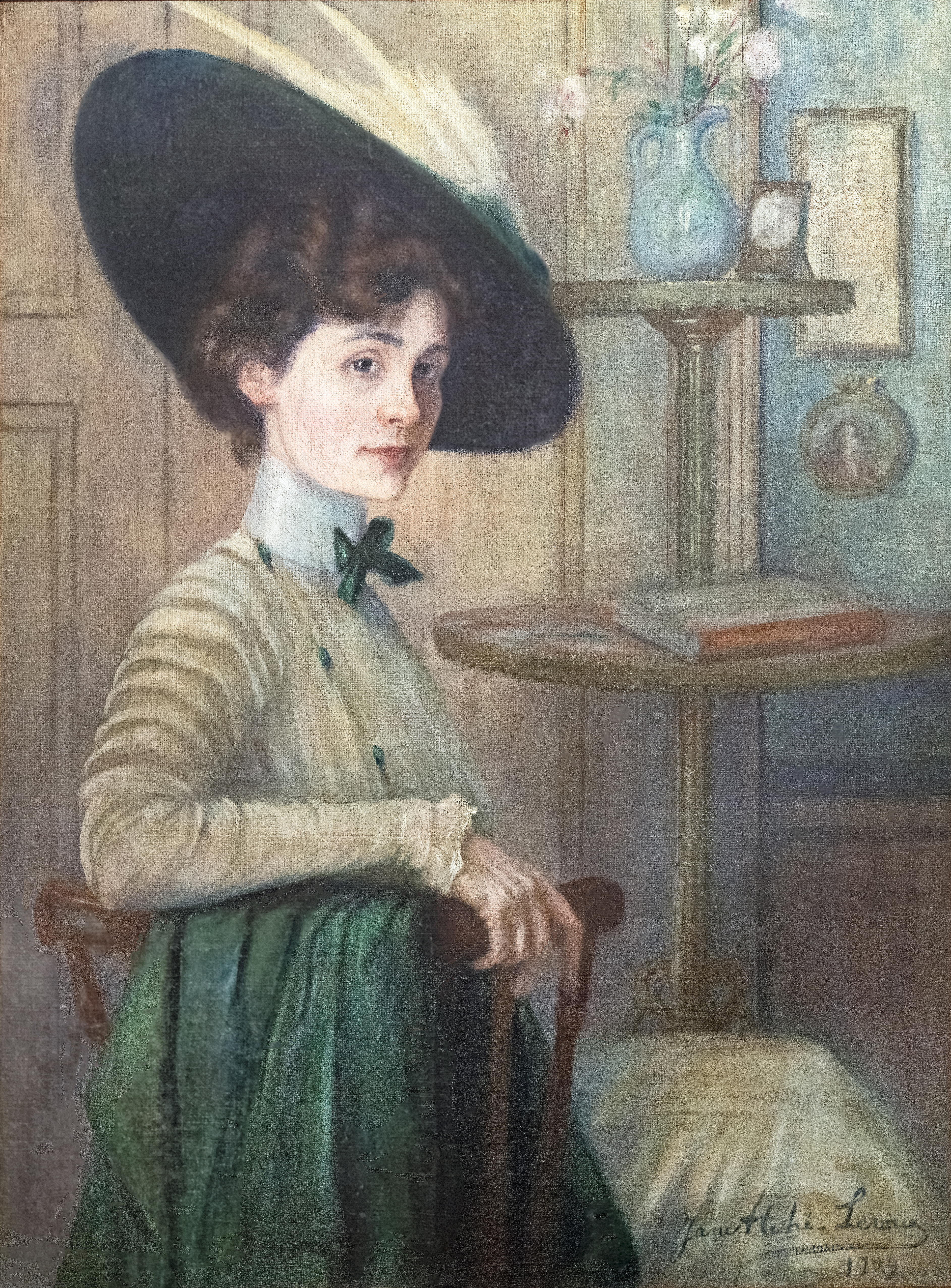
Selbstporträt mit Hut (1909)

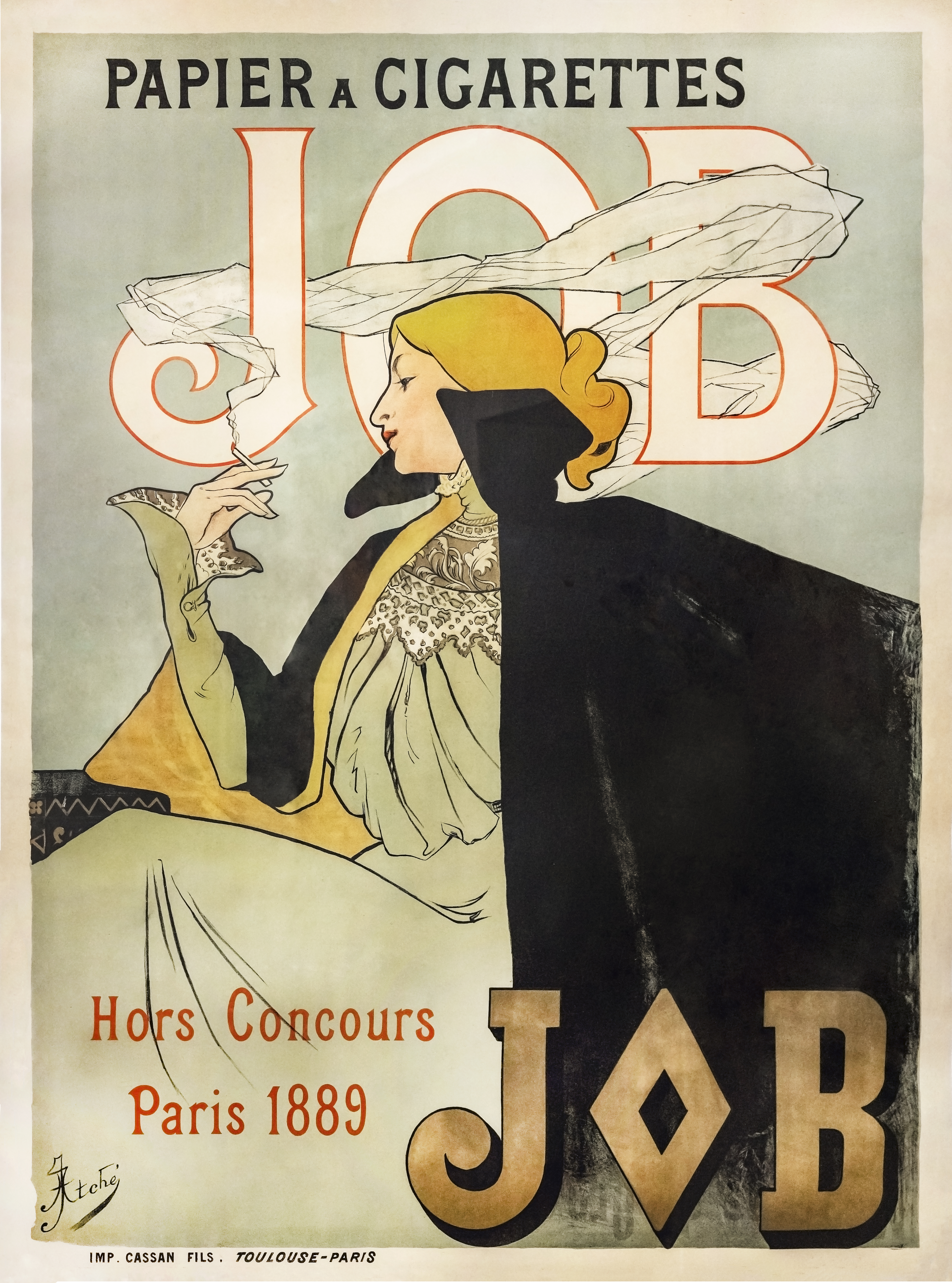
Plakat für JOB-Zigarettenpapier (1896)

Jane Atché (* 16. August 1872 in Toulouse; † 6. Februar 1937 in Paris) war eine französische Malerin, Grafikerin und Plakatkünstlerin des Jugendstils. Sie war im Zeitraum von 1895 bis 1912 künstlerisch tätig.

## Leben und Werk
Jane Atchés Familie stammte aus der Gemeinde Rabastens im Département Tarn. Ihr Vater William war Infanterie-Kapitän. Geboren als Jeanne Atché, anglisierte sie ihren Namen auf Jane. Sie kam um 1890 nach Paris und studierte an der Académie Julian bei Jean-Paul Laurens und Marcel Baschet. Sie wurde auch von Jean-Joseph Benjamin-Constant beeinflusst.
Atché debütierte 1895 im Salon des Artistes Francais mit einem Pastell Mädchen mit Veilchen. Im November 1896, im Alter von 24 Jahren, stellte sie ihr Plakat für JOB-Zigarettenpapier aus, das ihr einen unerwarteten Erfolg brachte. Auf der „Plakatausstellung der französischen und ausländischen Kunst“ kam sie in Kontakt mit Alphonse Mucha und nahm dessen Stil an. Jane Atché war die einzige Frau unter den französischen Plakatkünstlern.
Jane Atché zeigte ihre Grafiken und Lithografien von 1897 bis 1911 regelmäßig auf den Salons. Um 1900 kam es zum Ende der Affäre mit Alphonse Mucha. Sie wandte sich religiösen Themen zu. Fiat voluntas tua brachte ihr 1902 auf einem Salon eine lobende Erwähnung. Von 1901 bis 1905 illustrierte sie ein Monatsmagazin für Mädchen.
1905 starb ihre Schwester Louise, im Januar 1907 ihr Vater. Sie verzichtete daraufhin auf die Teilnahme an den Salons 1905, 1906 und 1907. Am 28. Dezember 1905 heiratete Atché den um fünf Jahre jüngeren Raymond Leroux. Dieser wurde im Ersten Weltkrieg 1914 mobilisiert und ist am 15. Juli 1918 an der Marne gefallen. Am 20. April 1920 heiratete sie einen alten Bekannten, den Witwer Arsène Bonnaire. Nach 1923 zog das Ehepaar nach Rabastens, um dort den Ruhestand zu verbringen.